# بول إدواردز
بول إدواردز (بالإنجليزية: Paul Edwards)‏ هو سائق سباق أمريكي، ولد في 11 يناير 1978.

## روابط خارجية
- بول إدواردز على موقع DriverDB.com (الإنجليزية)